# Směs ethanolu a vody
Směs ethanolu a vody je roztok ethanolu a vody.

## Koncentrace
Koncentraci ethanolu ve vodě lze vyjádřit několika způsoby. K nejrozšířenějším patří:
- hmotnostní zlomek vyjádřený v procentech
- objemová koncentrace vyjádřená v procentech (odpovídá tzv. Trallesovým stupňům, francouzskému alkoholometru)
- stupně Beauméovy (též stupně Baumé), kdy 0% roztok odpovídá 10 stupňům Beaumé a 100% roztok odpovídá 47 stupňům Beuamé[1]

## Bod tuhnutí
Voda tuhne při 0 °C, ethanol při −114 °C. Přidáním ethanolu do vody se až do koncentrace kolem 94 % ethanolu, což je eutektický bod, snižuje bod tuhnutí, takže čím více ethanolu směs obsahuje, tím je bod tuhnutí nižší, a po dosažení této koncentrace naopak vyšší.

Grafické znázornění závislosti bodu tuhnutí roztoku ethanol-voda na objemové koncentraci ethanolu

| Objemová koncentrace ethanolu % | Bod tuhnutí [°C] |
| ------------------------------- | ---------------- |
| 10                              | −4               |
| 20                              | −9               |
| 30                              | −19              |
| 40                              | −29              |
| 50                              | −36              |
| 60                              | −43              |
| 70                              | −52              |
| 80                              | −69              |

## Hustota
| Koncentrace | Hustota [g/cm³] pro obj. konc. při 15,55 °C | Hustota [g/cm³] pro hmot. zlom. při 20 °C |
| ----------- | ------------------------------------------- | ----------------------------------------- |
| 1 %         | 0,9976                                      | 0,9964                                    |
| 10 %        | 0,9857                                      | 0,9819                                    |
| 20 %        | 0,9751                                      | 0,9686                                    |
| 30 %        | 0,9646                                      | 0,9538                                    |
| 40 %        | 0,9510                                      | 0,9352                                    |
| 50 %        | 0,9335                                      | 0,9138                                    |
| 60 %        | 0,9126                                      | 0,8911                                    |
| 70 %        | 0,8892                                      | 0,8677                                    |
| 80 %        | 0,8631                                      | 0,8343                                    |
| 90 %        | 0,8332                                      | 0,8180                                    |
| 96 %        | 0,8118                                      | 0,8014                                    |
| 100 %       | 0,7937                                      | 0,7893                                    |